# Hemet
Hemet é uma cidade localizada no estado americano da Califórnia, no Condado de Riverside. Foi incorporada em 20 de janeiro de 1910.

## Geografia
De acordo com o United States Census Bureau, a cidade tem uma área de 72,1 km², onde todos os 72,1 km² estão cobertos por terra.

### Localidades na vizinhança
O diagrama seguinte representa as localidades num raio de 16 km ao redor de Hemet.

## Demografia
Segundo o censo nacional de 2010, a sua população é de 78 657 habitantes e sua densidade populacional é de 1 090,47 hab/km². Possui 35 305 residências, que resulta em uma densidade de 489,46 residências/km².